# Szymon Czerwiński
Szymon Czerwiński (ur. 31 października 1984 w Makowie Mazowieckim) – polski kucharz, youtuber i osobowość medialna.
Ukończył ekonomię oraz logistykę na Politechnice Warszawskiej. Uczęszczał do szkoły kulinarnej Le Cordon Bleu w Paryżu, odbył kursy w paryskim Hotelu Ritz.
Finalista piątej edycji programu kulinarnego TVN MasterChef Polska. Twórca konceptów kulinarnych, które odnoszą sukcesy w rodzimym świecie gastronomicznym.
Pojawia się w porannym programie Dzień dobry TVN, gdzie regularnie gotuje przed kamerą (wydania cotygodniowe). Współpracował z Radiem Zet, Pytaniem na śniadanie oraz Super Expressem. Stworzył pierwszy w Polsce program na żywo w internecie: Balkon 2 na 2 od kuchni. Zapraszał do niego gwiazdy, które na żywo gotowały z nim w jego mieszkaniu.
Autor trzech książek o tematyce kulinarnej, ich tytuły to: Sprytne gotowanie, Rodzinne święta Szymona oraz Sweet! Słodkie i sprytne. Właściciel i twórca marki Polska Kiełbasa. Organizuje strefy kulinarne i eventy, jest mówcą na wydarzeniach kulinarnych.

## Publikacje
| Książki |                          |               |                   |
| Rok     | Tytuł                    | Data wydania  | Wydawnictwo       |
| 2019    | Sprytne gotowanie        | 02.10.2019    | Wydawnictwo Harde |
| 2019    | Rodzinne święta Szymona  | Grudzień 2019 | Wydawnictwo Harde |
| 2019    | Sweet! Słodkie i sprytne | 2019          | Wydawnictwo Harde |